# Trichosetodes atisukchma
Trichosetodes atisukchma är en nattsländeart som beskrevs av Schmid 1987. Trichosetodes atisukchma ingår i släktet Trichosetodes och familjen långhornssländor. Inga underarter finns listade i Catalogue of Life.